# Adolph Blankenhorn

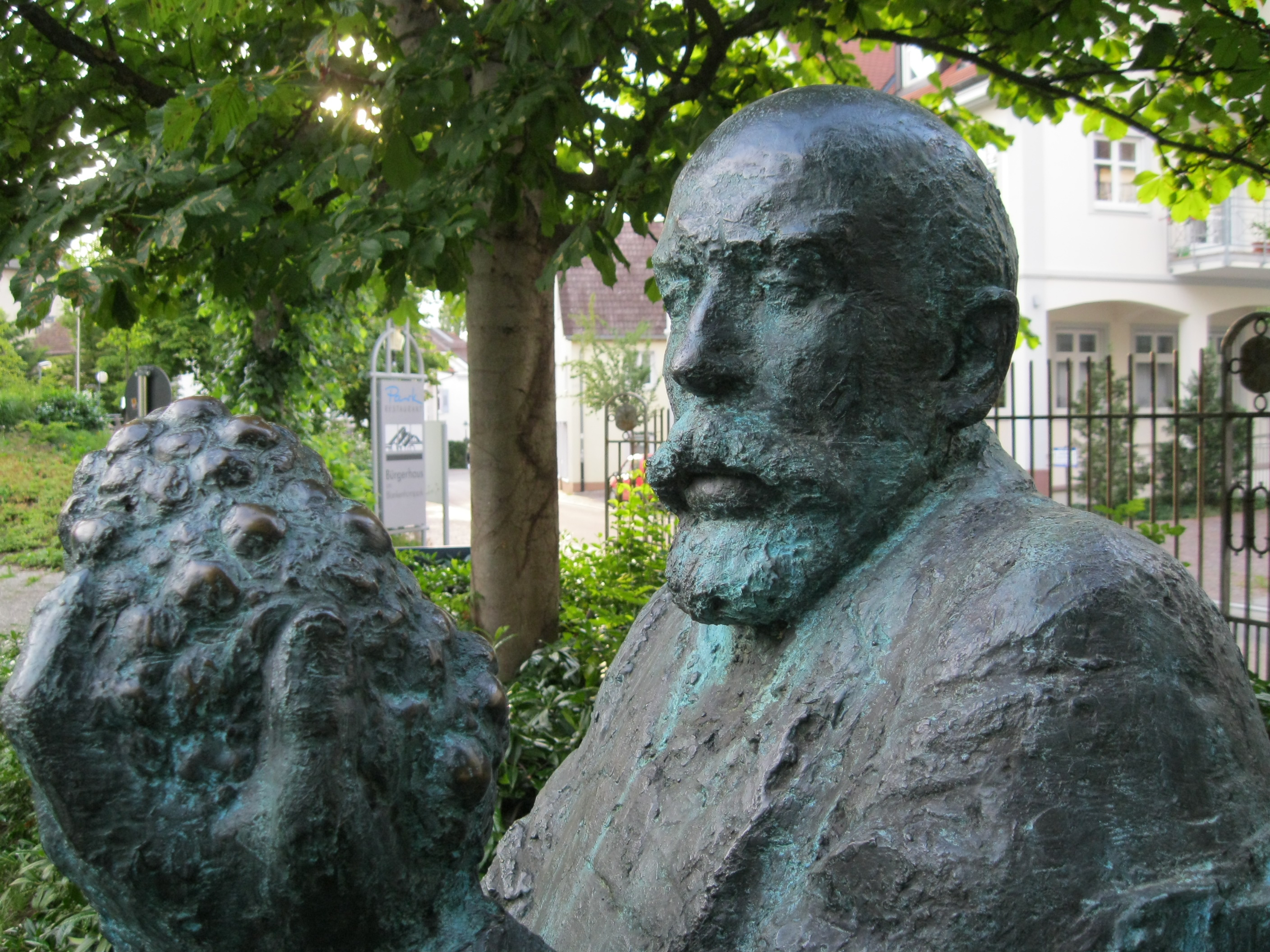
Adolph Blankenhorn, Denkmal in Müllheim

Adolph Blankenhorn (* 6. Juni 1843 in Müllheim (Baden); † 7. Januar 1906 in Konstanz) war ein deutscher Önologe.

## Familie und Herkunft
Adolph Blankenhorn entstammte einer Müllheimer Weingutsbesitzer-Familie: Seine Eltern waren Katharina Judith, geb. Krafft (Tochter des Isaak Krafft und Anna Katharina Löffler) und der Weinbauer Adolf Friedrich Blankenhorn-Löffler (1812–73).
Der Vater hatte 1842–44 zusammen mit seinen Brüdern Nikolaus Blankenhorn-Krafft (1810–1860; ⚭ Maria Krafft) und Jakob Wilhelm Blankenhorn das elterliche Weingut gegründet. Der Großvater Nikolaus Friedrich Blankenhorn (1784–1840) war Gutsbesitzer, Bürgermeister von Müllheim und Abgeordneter der Badischen Ständeversammlung, des ersten badischen Landtags.
Am 18. August 1868 heirateten Adolphine und Adolph Blankenhorn; von den sechs Kindern des Ehepaars wurde die älteste Tochter Else (* 4. Oktober 1873 in Karlsruhe; † 20. November 1920 in Konstanz) durch ihr künstlerisches Schaffen bekannt, das der art brut zugeordnet wird; der Sohn Erich (* 14. März 1878 in Karlsruhe; † 15. Januar 1963 in Badenweiler) von 1919 bis 1933 Chef der badischen Polizei. Der Enkel Herbert (* 15. Dezember 1904 in Mülhausen, damals Reichsland Elsaß-Lothringen; † 10. August 1991 in Badenweiler) war Diplomat und wichtiger Mitarbeiter von Konrad Adenauer.

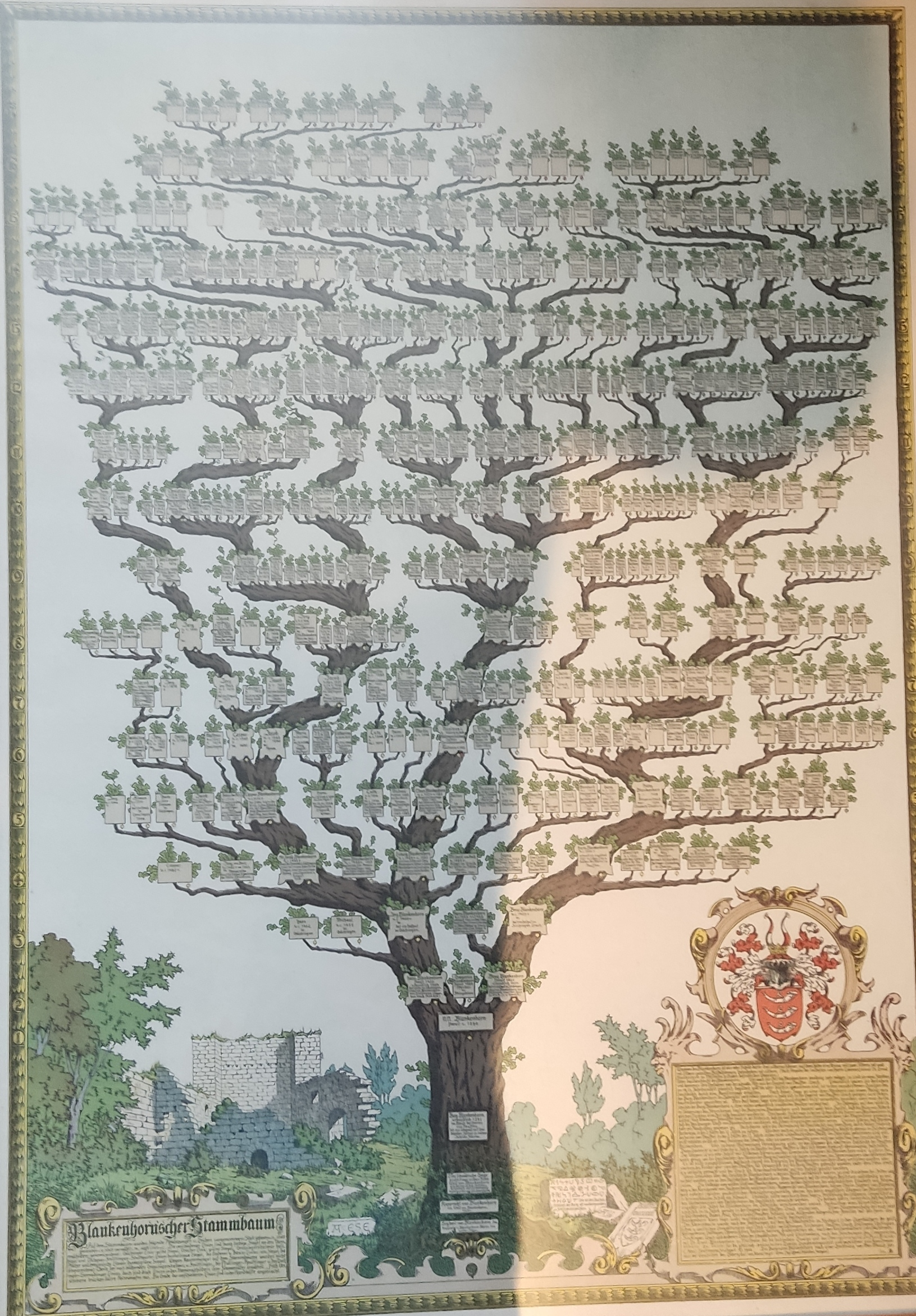
Stammbaum „Blankenhorn“ im Markgräfler Museum Müllheim (1908)
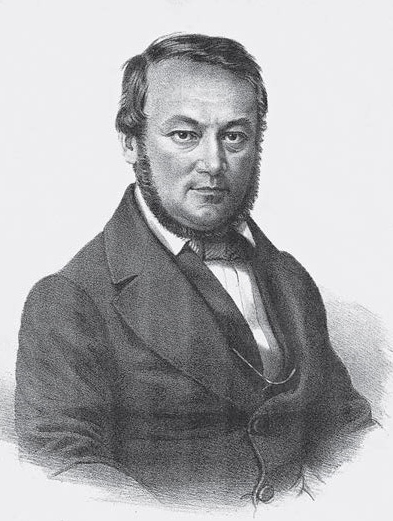
Der Großvater Nikolaus Friedrich (vor 1860)
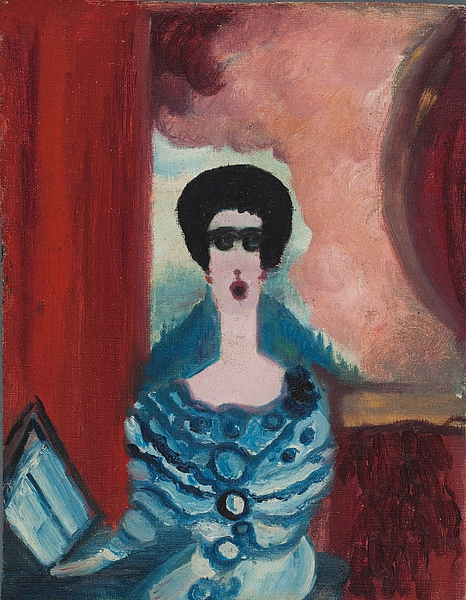
Bild der Tochter Else, ohne Titel (Selbstbildnis als Sängerin, 1908 bis 1919)
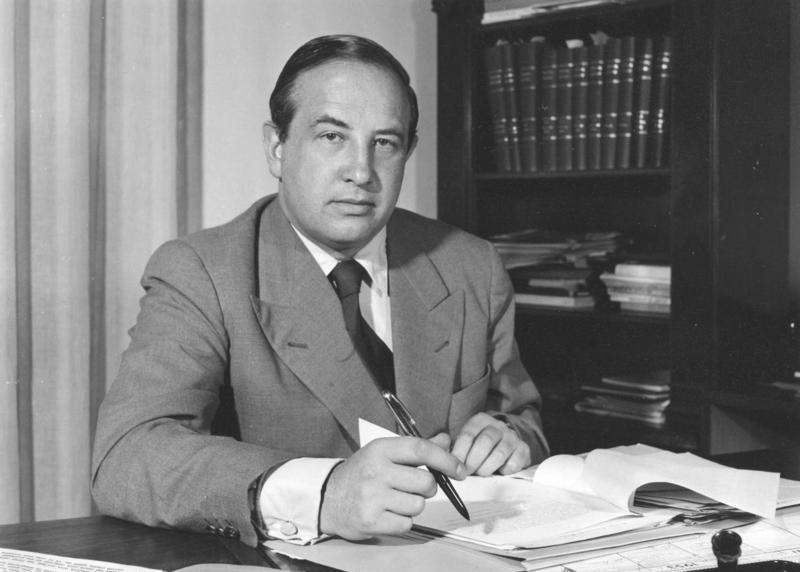
Der Enkel Herbert
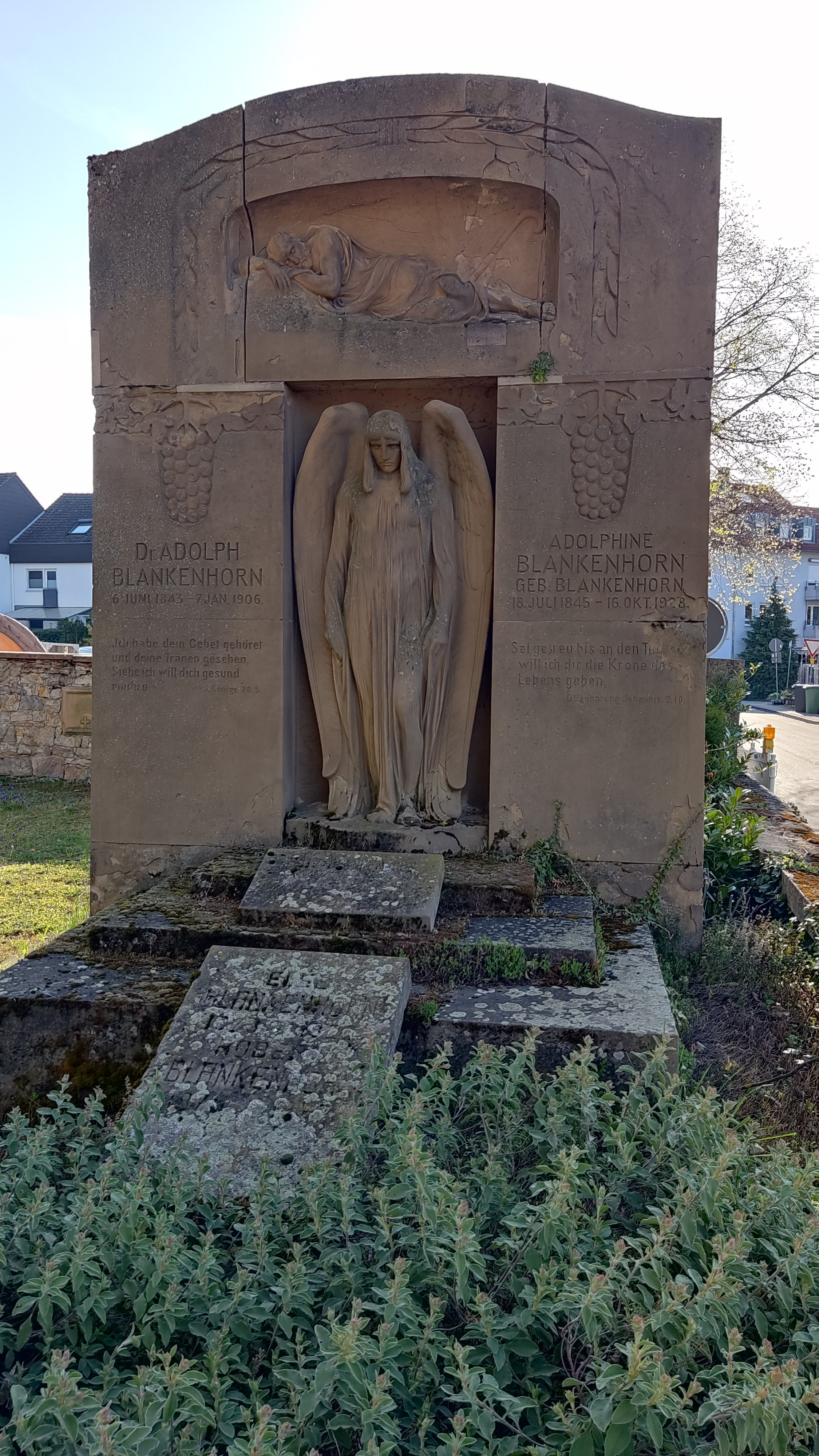
Familiengrabstätte auf dem Zentralfriedhof Müllheim
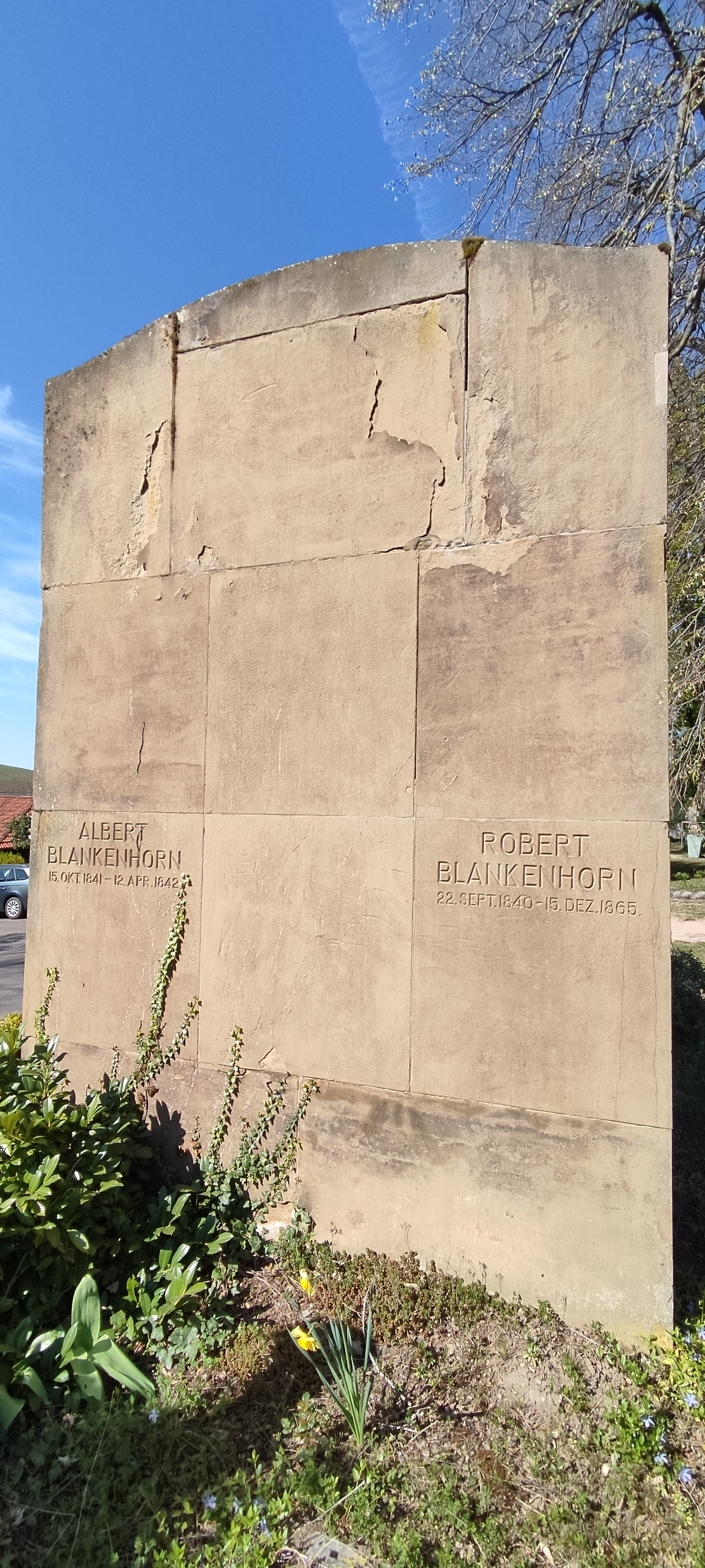
Rückseite des Grabreliefs
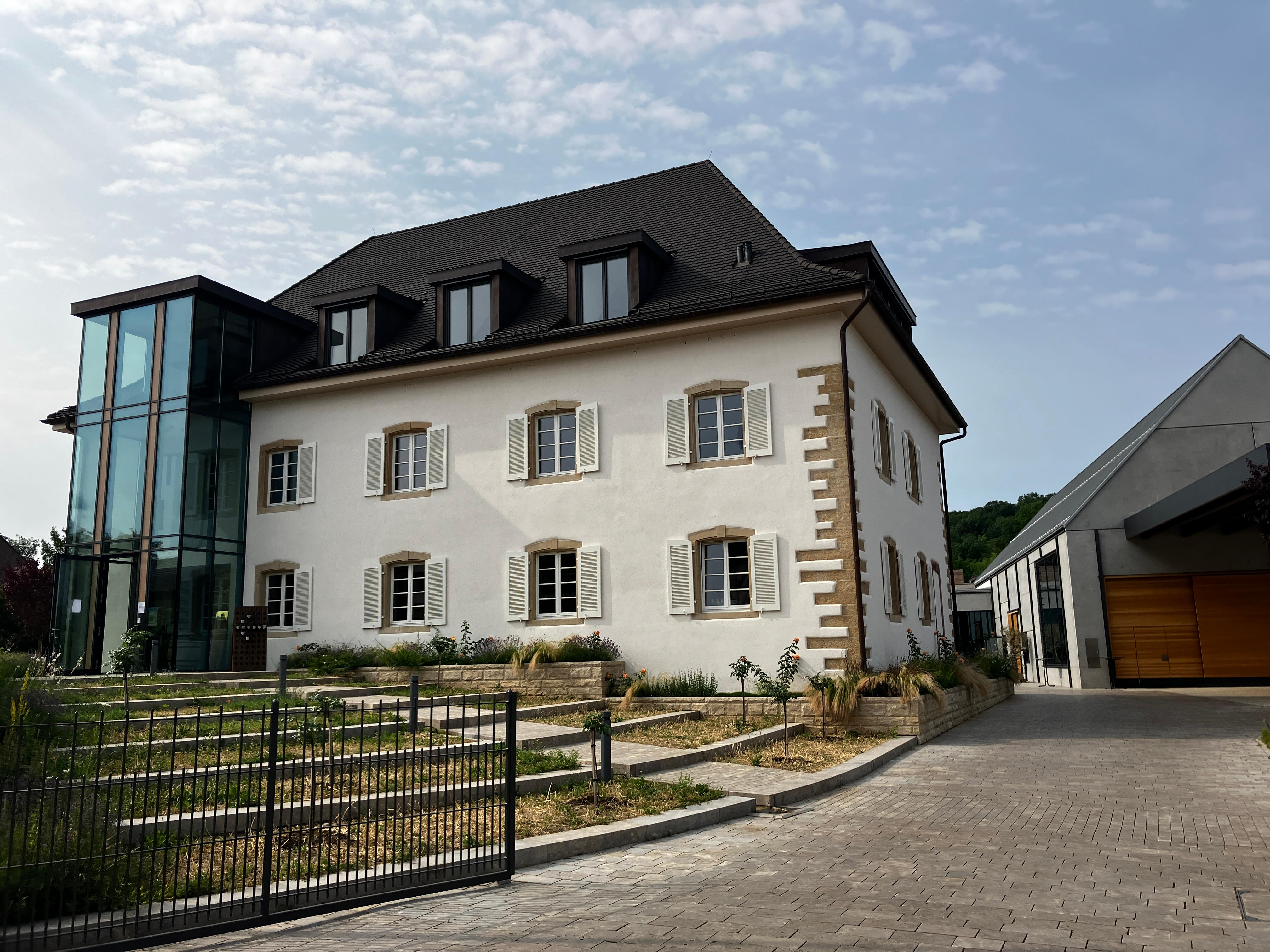
Das heutige Weingut Blankenhorn in Schliengen

## Leben
Adolph Blankenhorn studierte Naturwissenschaften an der Technischen Hochschule Karlsruhe und an der Ruprecht-Karls-Universität Heidelberg bei Robert Wilhelm Bunsen, wo er im August 1864 promovierte. 1866 war er im Universitätslaboratorium in Freiburg und 1867 erwarb er Praxis auf den familieneigenen Weingütern in Müllheim und Ihringen (Blankenhornsberg). Im gleichen Jahr wurde er Mitarbeiter bei Leonhard Roesler (1839–1910) an der Technischen Hochschule in Karlsruhe. Zwischen 1868 und 1875 errichtet Blankenhorn aus seinem Privatvermögen das erste önologische Institut Deutschlands in Karlsruhe. 1870 habilitierte er als Privatdozent für Weinbau mit der Schrift „Geschichte und Bewirthschaftung des Rebgutes Blankenhornsberg bei Ihringen“. Im Institut führte er intensive Experimente über die Biologie der Reblaus (Phylloxera) und deren direkte und indirekte Bekämpfung mit resistenten Amerikaner-Reben und Hybriden durch. Er stand dazu zwischen 1872 und 1881 in regem Kontakt mit Friedrich Hecker in den USA.
1874 wurde er Präsident des neu gegründeten Deutschen Weinbauvereins und nahm diese Aufgabe bis 1893 wahr. In dieser Funktion begründete Blankenhorn das Fachblatt Der Weinbau, das von 1875 bis 1883 vom Weinbauverein herausgegeben wurde. Bereits 1869 hatte er zusammen mit Leonhard Roesler die Zeitschrift Annalen der Önologie herausgegeben, die ebenfalls 1883 eingestellt wurde.
Blankenhorn war zudem einer der Gründer der internationalen ampelographischen Commission, die sich um die Systematik der Rebsortenkunde bemühte.

## Ehrung und Gedenken

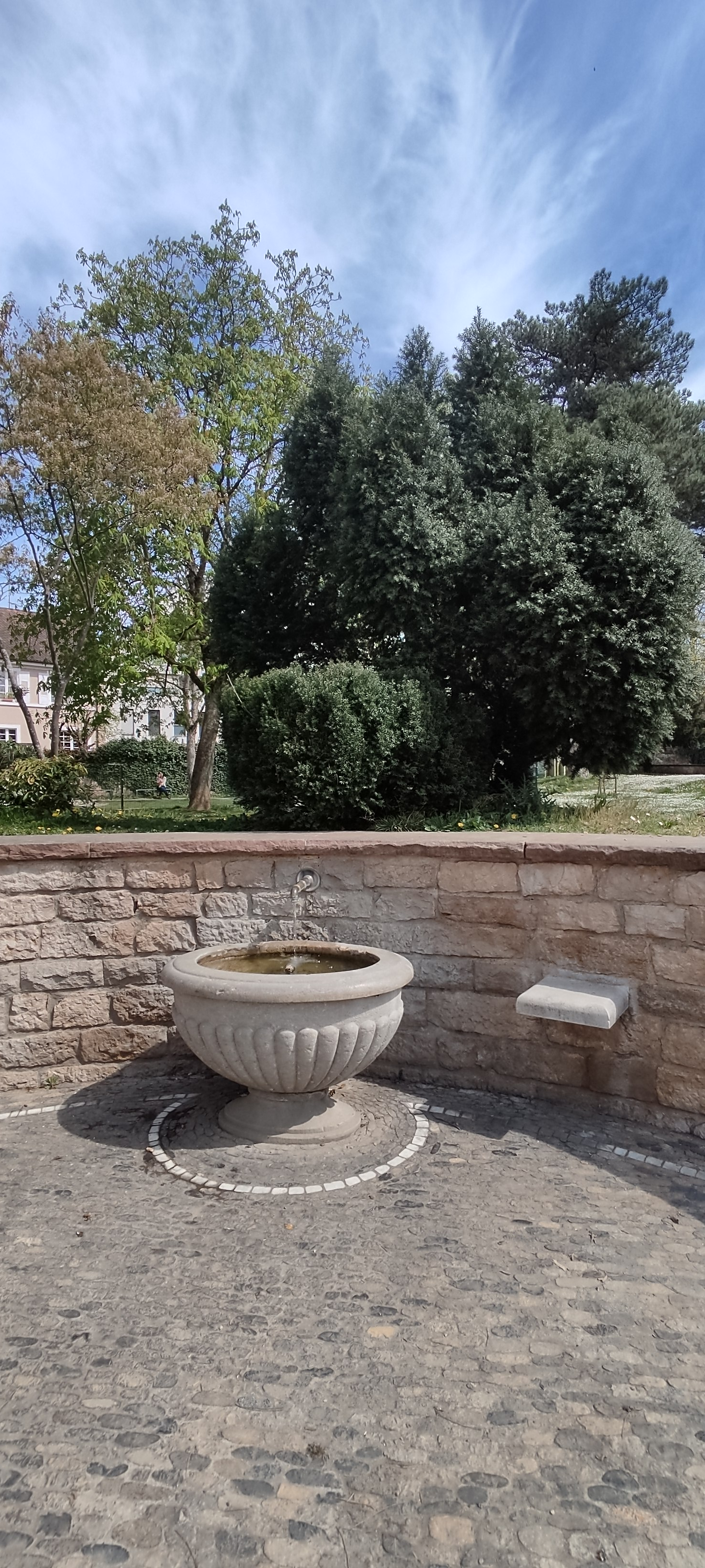
„Badbrünnle“ Müllheim: „Blankenhornquelle“

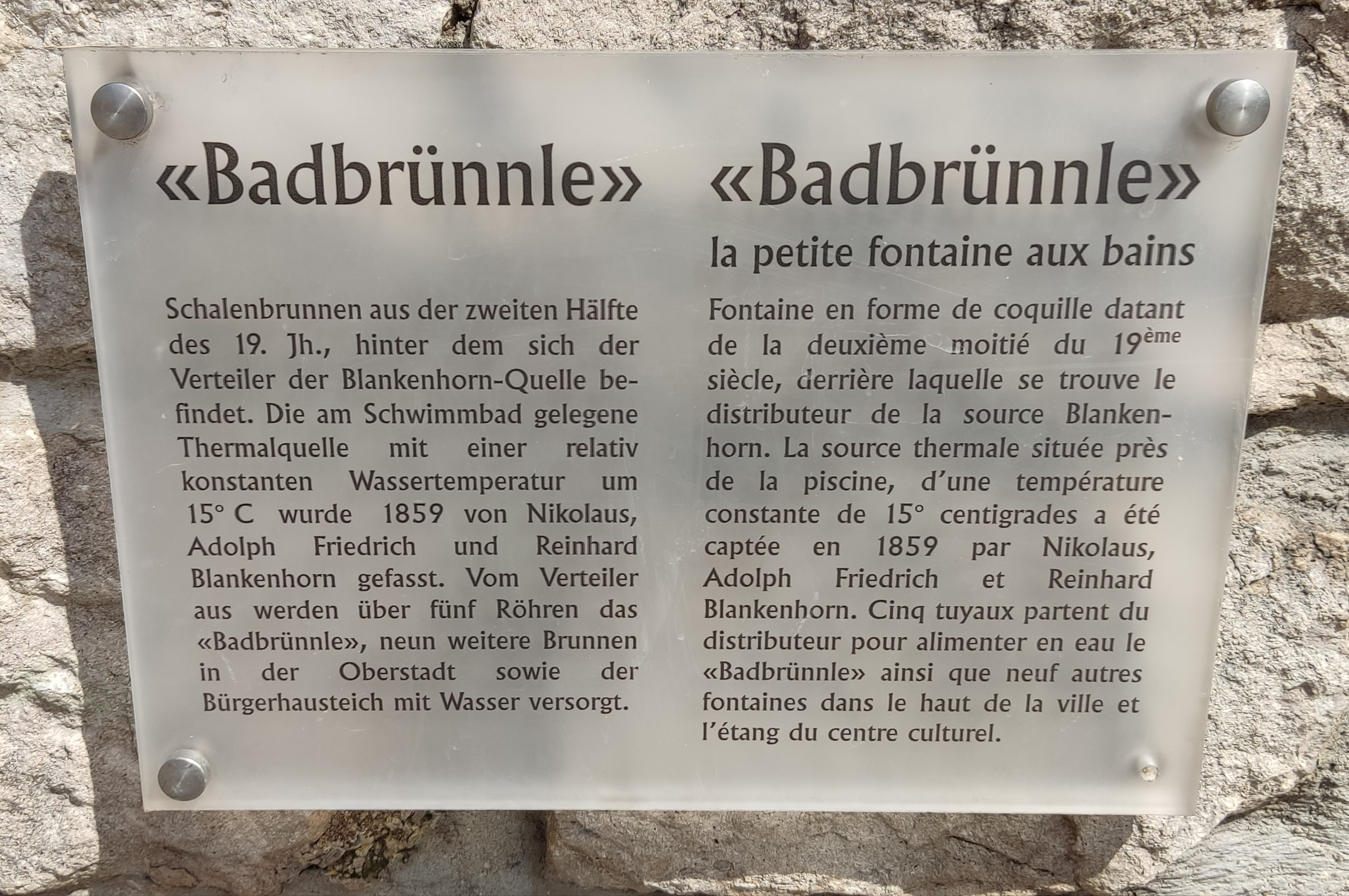
Schild beim Badbrünnle

Bei der Weltausstellung 1873 in Wien wurde Blankenhorn mit einem Ehrendiplom für die Förderung des Weinbaus ausgezeichnet.
Auf eine Initiative des Müllheimer Altbürgermeisters Erich Graf von 1977 geht die Stiftung einer Adolph Blankenhorn Medaille durch den Badischen Weinbauverband zurück. In unregelmäßigen Abständen wird diese Medaille jeweils in Müllheim an Personen verliehen, die sich um den deutschen Weinbau verdient gemacht haben.
Die Gemeinschaftsschule Müllheim ist nach Adolph Blankenhorn benannt; im Müllheimer Blankenhornpark beim Bürgerhaus befindet sich ein Denkmal für Adolph Blankenhorn.

Das „Badbrünnle“ in Müllheims Innenstadt, ein Schalenbrunnen aus der zweiten Hälfte des 19. Jh., hinter dem sich der Verteiler der Blankenhorn-Quelle befindet, wird von der „Blankenhornquelle“ am Schwimmbad gespeist, die relativ konstant ca. 15 °C warmes, recht kalkarmes und auch gut trinkbares Thermalwasser liefert – sie wurde 1859 von Nikolaus, Adolph Friedrich und Reinhard Blankenhorn gefasst. Über fünf Röhren werden von hier aus neun weitere Brunnen in der Oberstadt (z. B. Spitalbrunnen) sowie der Bürgerhausteich mit Wasser versorgt.
Seit 2014 gibt es in Karlsruhe-Durlach einen Blankenhornweg, der als Panoramaweg durch das Rebgelände des Durlacher Staatsweinguts führt.

## Veröffentlichungen
Blankenhorn veröffentlichte eine Vielzahl von Beiträgen (teilweise mit Ko-Autoren) in der von ihm mit Leonhard Roesler herausgegebenen Zeitschrift Annalen der Oenologie; die 1.1869/70(1871) - 9.1881/83,3; erschienen ist. Ein Nachweis der Digitalisate findet sich in Wikisource. Viele dieser Beiträge wurden zudem auch als Separatdrucke verbreitet. Nachfolgend sind nur einige der Beiträge aufgeführt.
- Geschichte und Bewirthschaftung des Rebgutes Blankenhornsberg bei Ihringen. Habilitationsschrift des Polytechnikums in Carlsruhe. Separat Abdruck aus den Annalen der Oenologie. I. Band. 2. & 3. Heft. Heidelberg. Carl Winter's Universitätsbuchhandlung. 1870. Digitalisat der BSB München
- Bericht über die Arbeiten des chem.-physiolog. Laboratoriums für Weinbau in Carlsruhe; Karlsruhe, 1874
- Die Rebschulen auf Blankenhornsberg. I. Eingetheilt nach L. von Babo's System. II. Ohne Zugrundelegung eines Systems, Heidelberg, Winter, 1875.
- Ueberblick über die wissenschaftlichen und praktischen Bestrebungen auf dem Gebiete des Weinbaues. In: Annalen der Oenologie. 2. Heidelberg 1872, S. 62–79. Digitalisat der BSB München
- Ueber das Ringeln der Weinreben. In: Annalen der Oenologie. 2. Heidelberg 1872, S. 88–93. Digitalisat der BSB München
- Ueber den günstigen Einfluss vermehrten Luftzutritts zu Most vor und während der Gärung. In: Annalen der Oenologie. 2. Heidelberg 1872, S. 157–190. Digitalisat der BSB München
- Einiges über Bodenkunde, mit besonderer Berücksichtigung der Weinbergsböden. In: Annalen der Oenologie. 2. Heidelberg 1872, S. 289–311. Digitalisat der BSB München
- Adolph Blankenhorn, J. Moritz: Die Wurzellaus des Weinstockes, Phylloxera vastatrix. Zur Orientirung der deutschen Weinbergbesitzer und Freunde des Weinbaues.. - Heidelberg : Winter, 1875. - VIII, [Aus: Annalen der Oenologie.]
- Adolph Blankenhorn, J. Moritz: Die Phylloxera vastatrix (Reblaus). In: Annalen der Oenologie. 5. Heidelberg 1876, S. 94–109. Digitalisat der BSB München
- Adolph Blankenhorn, J. Moritz: Kurze Bemerkungen über die Krankheiten des Weinstocks. In: Annalen der Oenologie. 5. Heidelberg 1876, S. 259–261 Digitalisat der BSB München
- Die Betheiligung meines Institutes in Carlsruhe und auf Blankenhornsberg an der Welt-Ausstellung in Philadelphia. In: Annalen der Oenologie. 5. Heidelberg 1876, S. 587–592 Digitalisat der BSB München
- Ueber den Einfluss der Erwärmung des Mostes auf den Verlauf der Gährung der Weine. In: Annalen der Oenologie. 8. Heidelberg 1878, S. 157–159 Digitalisat der BSB München
- Verzeichniss der Präparate der Phylloxera, ihrer natürlichen Feinde und anderer, an der Rebe lebenden Thiere. Karlsruhe : Gutsch, 1880 (Aus: Annalen der Oenologie).
- Jahresbericht des Praesidenten des Deutschen Weinbauvereines erstattet für die Zeit vom September 1878 bis dahin 1879 durch Adolph Blankenhorn. Karlsruhe : Gutsch, 1879.
- Adolph Blankenhorn (Herausgeber), E. Wagenmann (Bearbeiter): Bibliotheca oenologica: Zusammenstellung der gesammten Weinliteratur des In- und Auslandes, Heidelberg 1875 Google-Digitalisat